# Sheldahl
Sheldahl est une ville des comtés de Boone, Polk et Story en Iowa, aux États-Unis. Elle est fondée le 7 juin 1855, par un groupe de 120 norvégiens, originaires de Lisbon (Illinois). Parmi ceux-ci, se trouvent Osmond et Anna Sheldahl et cinq de leurs enfants. Sheldahl est incorporée le 18 janvier 1882,.